# Сома (биологија)
Сома (somas), перикарион (perikarya), неуроцитон или ћелијско тело је луковичасти, непроцесни део неурона или другог типа мождане ћелије, који садржи језгро ћелије. Реч „сома“ потиче од грчког „σωμα“, што значи „тело“. Иако се често користи за означавање неурона, може се односити и на друге типове ћелија, укључујући астроците, олигодендроците и микроглију. Постоји много различитих специјализованих типова неурона, а њихове величине варирају од само око 5 микрометара до преко 10 милиметара за неке од најмањих и највећих неурона бескичмењака.
Тело неурона (сома, перикарион) представља метаболички центар нервне ћелије. У њему се налази једро са израженим једарцетом. У грануларној цитоплазми налазе се бројне органеле неопходне за интензивну метаболичку активност неурона - рибозоми, ендоплазмин ретикулум, Голџијев апарат, митохондрије и елементи цитоскелета.
Након бојења базним хистолошким бојама, у цитоплазми се уочавају бројне грануле, чија величина и број зависе од физиолошке активности неурона. Те базофилне структуре су ендоплазмини ретикулуми, који се у нервним ћелијама називају Нислова телашца. У телу нервне ћелије уочавају се бројне митохондрије у којима се одвија интензиван оксидативни метаболизам неурона. У цитоплазми се уочавају и бројни лизозоми, органеле специјализоване за разградњу истрошеног унутарћелијског материјала.
Примарни лизозом садржи хидролитичке ензиме који разграђују истрошени ћелијски материјал. Када се примарни лизозом споји са фагозомом - „кесицом“ која садржи материјал који треба да се разгради - настаје секундарни лизозом. Део материјала у секундарном лизозому, и након деловања хидролитичких ензима, остаје неразграђен. Овакав лизозом са неразградљивим ћелијским материјалом назива се терцијарни лизозом. Код ћелија других типова терцијарни лизозоми ретко се уочавају, јер ћелије имају одређени животни век, што значи да током живота ћелије умиру и замењују се новонасталим ћелијама. Међутим, нервне ћелије се не деле током живота јединке и не замењују се новим нервним ћелијама, па се терцијарни лизозоми нагомилавају у неуронима током живота, формирајући сложене ламеларне структуре - липофусцинске грануле. Будући да су број и величина липофусцинских гранула у директној корелацији са старошћу неурона (и организма), ове грануле се називају пигмент старења.